# Hugo de Abreu
Hugo de Andrade Abreu GCA (Juiz de Fora, 27 de dezembro de 1916 — Rio de Janeiro, 5 de dezembro de 1979) foi um General de Divisão do Exército Brasileiro.

## Biografia
Integrou a Força Expedicionária Brasileira na Itália e foi condecorado com a Cruz de Guerra de 1.ª Classe por atos de bravura em combate, a mais alta condecoração brasileira. Estudou em Fort Benning, nos Estados Unidos, nos anos 1950 e 1970. Teve ativa participação no golpe militar de 1964. Em 1973, como comandante da Brigada de Infantaria Paraquedista, participou das operações contra a Guerrilha do Araguaia e contra o terrorismo no Rio. Foi responsável por disciplinar o corpo de oficiais da Brigada que se rebelara depois do sequestro do embaixador americano, em 1969.
Miúdo, porém de porte atlético, foi convidado por Ernesto Geisel para ser chefe do Gabinete Militar no governo, depois que o candidato preferido, o general Dilermando Gomes Monteiro, quebrou a perna ao cair de bicicleta em um passeio. Habituado a uniformes e coturnos, nem terno tinha quando foi convidado a assumir o cargo. Não participou da escolha da equipe do gabinete militar, todos escolhidos por Geisel e nem pode morar na Granja do Torto, residência de todos os chefes do gabinete desde 1964, pois estava ocupada pelo general João Batista Figueiredo.  Foi chefe do gabinete de 1974 a 1978. 
Apesar de pouco conhecido por Geisel, já tinha ganhado sua confiança na época das eleições de 1974, em que o governo saiu derrotado. Propôs a derrubada de Petrônio Portela e sua substituição por Jarbas Passarinho, patrocinou candidatos à presidência da câmara e do senado, sugeriu a reformulação política da comunicação do governo. 
Em outubro de 1977, articulou a exoneração do antigo aliado, o Ministro do Exército Sílvio Frota, que pretendia impor-se como candidato à presidência da República. Em janeiro de 1978, quando João Batista Figueiredo foi ungido para esse cargo, Abreu pediu demissão de suas funções no governo. Em outubro desse mesmo ano, cumpriu prisão disciplinar por ter enviado a vários generais um documento contendo acusações a elementos do governo Geisel. Em 1979, publicou "O outro lado do poder", no qual retomava aquelas acusações, sendo preso novamente. Seu segundo livro, "Tempo de crise", recebeu uma edição póstuma em 1980.
A 20 de Dezembro de 1977 foi agraciado com a Grã-Cruz da Ordem Militar de Avis de Portugal.
Seu irmão, Sílvio de Andrade Abreu, e sobrinho, Sílvio de Andrade Abreu Júnior, foram deputados federais por Minas Gerais.

## Publicações
- O Outro Lado do Poder. Rio de Janeiro: Nova Fronteira, 1979.